# Baghlan (prowincja)
Baghlan (dari/paszto: بغلان) – jedna z 34 prowincji (wilajet) w Afganistanie, położona na północy kraju. Prowincja Baghlan graniczy z prowincjami Kunduz i Tachar na północy, z prowincjami Bamian i Samangan na zachodzie oraz z prowincjami Pandższir i Parwan na południu. Stolicą prowincji jest Pol-e Chomri, natomiast jej nazwa pochodzi od miasta Baghlan.

## Dystrykty
Prowincja Baghlan dzieli się na 16 dystryktów (woluswali):
- Andarab
- Baghlan
- Baghlani Dżadid
- Dahana i Ghuri
- Dih Salah
- Duszi
- Farang wa Gharu
- Guzargahi Nur
- Chindżan
- Chost wa Fereng
- Chwadża Hijran
- Nahrin
- Puli Hisar
- Puli Khumri
- Tala wa Barfak